# World RX de Bélgica 2017
El World RX de Bélgica, oficialmente  Coyote World RX of Belgium  es una prueba de Rallycross en Bélgica válida para el Campeonato Mundial de Rallycross. Se celebró en el Circuito Jules Tacheny Mettet en Mettet, Bélgica
Johan Kristoffersson consiguió su primera victoria de la temporada a bordo de su Volkswagen Polo GTI, seguido de Timmy Hansen y Petter Solberg.
En RX2 ganó el francés Cyril Raymond, seguido de Dan Rooke y Tanner Whitten.

## Supercar

### Series
| Pos. | No. | Piloto                | Equipo                          | Auto                | Q1  | Q2  | Q3  | Q4  | Pts |
| ---- | --- | --------------------- | ------------------------------- | ------------------- | --- | --- | --- | --- | --- |
| 1    | 3   | Johan Kristoffersson  | PSRX Volkswagen Sweden          | Volkswagen Polo GTI | 2º  | 1º  | 1º  | 1º  | 16  |
| 2    | 11  | Petter Solberg        | PSRX Volkswagen Sweden          | Volkswagen Polo GTI | 1º  | 2º  | 4º  | 6º  | 15  |
| 3    | 21  | Timmy Hansen          | Team Peugeot-Hansen             | Peugeot 208         | 3º  | 13º | 5º  | 3º  | 14  |
| 4    | 13  | Andreas Bakkerud      | Hoonigan Racing Division        | Ford Focus RS       | 4º  | 15º | 8º  | 2º  | 13  |
| 5    | 9   | Sébastien Loeb        | Team Peugeot-Hansen             | Peugeot 208         | 6º  | 3º  | 3º  | 16º | 12  |
| 6    | 43  | Ken Block             | Hoonigan Racing Division        | Ford Focus RS       | 11º | 4º  | 9º  | 4º  | 11  |
| 7    | 57  | Toomas Heikkinen      | EKS RX                          | Audi S1             | 9º  | 10º | 6º  | 7º  | 10  |
| 8    | 1   | Mattias Ekström       | EKS RX                          | Audi S1             | 5º  | 11º | 2º  | 21º | 9   |
| 9    | 96  | Kevin Eriksson        | MJP Racing Team Austria         | Ford Fiesta         | 7º  | 6º  | 20º | 5º  | 8   |
| 10   | 7   | Timur Timerzyanov     | STARD                           | Ford Fiesta         | 10º | 7º  | 14º | 8º  | 7   |
| 11   | 44  | Timo Scheider         | MJP Racing Team Austria         | Ford Fiesta         | 13º | 12º | 7º  | 9º  | 6   |
| 12   | 68  | Niclas Grönholm       | GRX                             | Ford Fiesta         | 15º | 8º  | 11º | 12º | 5   |
| 13   | 15  | Reinis Nitišs         | EKS RX                          | Audi S1             | 16º | 5º  | 18º | 11º | 4   |
| 14   | 100 | Guy Wilks             | LOCO World RX Team              | Volkswagen Polo     | 12º | 21º | 13º | 10º | 3   |
| 15   | 67  | François Duval        | Albatec Racing                  | Peugeot 208         | 17º | 14º | 12º | 15º | 2   |
| 16   | 6   | Jānis Baumanis        | STARD                           | Ford Fiesta         | 14º | 22º | 10º | 13º | 1   |
| 17   | 49  | "M.D.K."              | M.D.K.                          | Ford Fiesta         | 18º | 16º | 17º | 17º |     |
| 18   | 87  | Jean-Baptiste Dubourg | DA Racing                       | Peugeot 208         | 20º | 19º | 15º | 14º |     |
| 19   | 69  | Martin Kaczmarski     | Martin Kaczmarski               | Ford Fiesta         | 19º | 17º | 16º | 18º |     |
| 20   | 36  | Guerlain Chicherit    | Guerlain Chicherit              | Renault Clio        | 21º | 18º | 22º | 20º |     |
| 21   | 71  | Kevin Hansen          | Team Peugeot-Hansen             | Peugeot 208         | 8º  | 9º  | DNF | DNS |     |
| 22   | 66  | Grégoire Demoustier   | DA Racing                       | Peugeot 208         | 23º | 24º | 21º | 19º |     |
| 23   | 102 | Tamás Kárai           | Kárai Motorsport Sportegyesület | Audi A1             | 24º | 23º | 19º | DNF |     |
| 24   | 10  | "Csucsu"              | Speedy Motorsport               | Kia Rio             | 22º | 20º | 23º | DNS |     |

### Semifinales
Semifinal 1
| Pos. | No. | Piloto               | Equipo                  | Tiempo   | Pts |
| ---- | --- | -------------------- | ----------------------- | -------- | --- |
| 1    | 21  | Timmy Hansen         | Team Peugeot-Hansen     | 4:04.695 | 6   |
| 2    | 3   | Johan Kristoffersson | PSRX Volkswagen Sweden  | +1.303   | 5   |
| 3    | 96  | Kevin Eriksson       | MJP Racing Team Austria | +11.476  | 4   |
| 4    | 57  | Toomas Heikkinen     | EKS RX                  | +11.769  | 3   |
| 5    | 44  | Timo Scheider        | MJP Racing Team Austria | +15.118  | 2   |
| 6    | 9   | Sébastien Loeb       | Team Peugeot-Hansen     | +35.780  | 1   |

Semifinal 2
| Pos. | No. | Piloto            | Equipo                   | Tiempo   | Pts |
| ---- | --- | ----------------- | ------------------------ | -------- | --- |
| 1    | 11  | Petter Solberg    | PSRX Volkswagen Sweden   | 4:02.467 | 6   |
| 2    | 13  | Andreas Bakkerud  | Hoonigan Racing Division | +0.757   | 5   |
| 3    | 1   | Mattias Ekström   | EKS RX                   | +2.108   | 4   |
| 4    | 7   | Timur Timerzyanov | STARD                    | +6.311   | 3   |
| 5    | 68  | Niclas Grönholm   | GRX                      | +10.292  | 2   |
| 6    | 43  | Ken Block         | Hoonigan Racing Division | DNF      | 1   |

### Final
| Pos. | No. | Piloto               | Equipo                   | Tiempo   | Pts |
| ---- | --- | -------------------- | ------------------------ | -------- | --- |
| 1    | 3   | Johan Kristoffersson | PSRX Volkswagen Sweden   | 4:02.316 | 8   |
| 2    | 21  | Timmy Hansen         | Team Peugeot-Hansen      | +0.924   | 5   |
| 3    | 11  | Petter Solberg       | PSRX Volkswagen Sweden   | +0.935   | 3   |
| 4    | 1   | Mattias Ekström      | EKS RX                   | +3.057   | 4   |
| 5    | 96  | Kevin Eriksson       | MJP Racing Team Austria  | +11.269  | 2   |
| 6    | 13  | Andreas Bakkerud     | Hoonigan Racing Division | DNF      | 1   |

## RX2 International Series

### Series
| Pos. | No. | Piloto              | Equipo                        | Q1  | Q2  | Q3  | Q4  | Pts |
| ---- | --- | ------------------- | ----------------------------- | --- | --- | --- | --- | --- |
| 1    | 52  | Simon Olofsson      | Simon Olofsson                | 1º  | 1º  | 2º  | 15º | 16  |
| 2    | 40  | Dan Rooke           | Dan Rooke                     | 9º  | 2º  | 1º  | 5º  | 15  |
| 3    | 55  | Vasily Gryazin      | Sports Racing Technologies    | 13º | 3º  | 7º  | 2º  | 14  |
| 4    | 12  | Anders Michalak     | Anders Michalak               | 5º  | 11º | 8º  | 3º  | 13  |
| 5    | 9   | Glenn Haug          | Glenn Haug                    | 2º  | 14º | 10º | 4º  | 12  |
| 6    | 13  | Cyril Raymond       | Olsbergs MSE                  | 6º  | DNF | 15º | 1º  | 11  |
| 7    | 96  | Guillaume De Ridder | Guillaume De Ridder           | 17º | 4º  | 6º  | 7º  | 10  |
| 8    | 11  | Tanner Whitten      | Olsbergs MSE                  | 11º | 12º | 3º  | 10º | 9   |
| 9    | 69  | Sondre Evjen        | JC Raceteknik                 | 4º  | 13º | 5º  | 13º | 8   |
| 10   | 56  | Thomas Holmen       | Bard Holmen                   | 3º  | 10º | 11º | 14º | 7   |
| 11   | 66  | William Nilsson     | JC Raceteknik                 | 12º | 9º  | 4º  | 16º | 6   |
| 12   | 33  | Tejas Hirani        | Olsbergs MSE                  | 14º | 8º  | 9º  | 11º | 5   |
| 13   | 58  | Santosh Berggren    | A. Berggrens Bilservice Floby | 15º | 7º  | DNF | 6º  | 4   |
| 14   | 51  | Sandra Hultgren     | Sandra Hultgren               | 7º  | DNF | 13º | 8º  | 3   |
| 15   | 19  | Andreas Bäckman     | Olsbergs MSE                  | 16º | 6º  | DNF | 9º  | 2   |
| 16   | 26  | Jessica Bäckman     | Olsbergs MSE                  | 10º | 15º | 12º | 12º | 1   |
| 17   | 8   | Simon Wågø Syversen | Set Promotion                 | 8º  | 5º  | 14º | DNS |     |

### Semifinales
Semifinal 1
| Pos. | No. | Piloto              | Equipo                     | Tiempo   | Pts |
| ---- | --- | ------------------- | -------------------------- | -------- | --- |
| 1    | 52  | Simon Olofsson      | Simon Olofsson             | 4:28.957 | 6   |
| 2    | 9   | Glenn Haug          | Glenn Haug                 | +4.041   | 5   |
| 3    | 66  | William Nilsson     | JC Raceteknik              | +8.042   | 4   |
| 4    | 96  | Guillaume De Ridder | Guillaume De Ridder        | +9.923   | 3   |
| 5    | 69  | Sondre Evjen        | JC Raceteknik              | +11.018  | 2   |
| 6    | 12  | Vasily Gryazin      | Sports Racing Technologies | +22.628  | 1   |

Semifinal 2
| Pos. | No. | Piloto          | Equipo          | Tiempo   | Pts |
| ---- | --- | --------------- | --------------- | -------- | --- |
| 1    | 13  | Cyril Raymond   | Olsbergs MSE    | 4:28.337 | 6   |
| 2    | 40  | Dan Rooke       | Dan Rooke       | +1.605   | 5   |
| 3    | 11  | Tanner Whitten  | Olsbergs MSE    | +9.797   | 4   |
| 4    | 33  | Tejas Hirani    | Olsbergs MSE    | +12.719  | 3   |
| 5    | 56  | Thomas Holmen]  | Bard Holmen     | +20.476  | 2   |
| 6    | 12  | Anders Michalak | Anders Michalak | +38.040  | 1   |

### Final
| Pos. | No. | Piloto          | Equipo         | Tiempo   | Pts |
| ---- | --- | --------------- | -------------- | -------- | --- |
| 1    | 13  | Cyril Raymond   | Olsbergs MSE   | 4:25.169 | 8   |
| 2    | 40  | Dan Rooke       | Dan Rooke      | +1.394   | 5   |
| 3    | 11  | Tanner Whitten  | Olsbergs MSE   | +5.306   | 4   |
| 4    | 9   | Glenn Haug      | Glenn Haug     | +17.966  | 3   |
| 5    | 52  | Simon Olofsson  | Simon Olofsson | DNF      | 2   |
| 6    | 66  | William Nilsson | JC Raceteknik  | DNF      | 1   |

## Campeonatos tras la prueba
| Pos | Piloto               | Pts | Dif |
| --- | -------------------- | --- | --- |
| 1   | Mattias Ekström      | 101 |     |
| 2   | Johan Kristoffersson | 98  | +3  |
| 3   | Petter Solberg       | 87  | +14 |
| 4   | Timmy Hansen         | 72  | +29 |
| 5   | Sébastien Loeb       | 62  | +39 |

| Pos | Piloto         | Pts | Dif |
| --- | -------------- | --- | --- |
| 1   | Cyril Raymond  | 25  |     |
| 2   | Dan Rooke      | 25  | 0   |
| 3   | Simon Olofsson | 24  | +1  |
| 4   | Glenn Haug     | 20  | +5  |
| 5   | Tanner Whitten | 17  | +8  |

- Nota: Sólo se incluyen las cinco posiciones principales.

| Prueba previa: World RX de Hockenheim 2017 | Temporada 2017 del Campeonato Mundial de Rallycross | Siguiente prueba: World RX de Gran Bretaña 2017 |
| Prueba previa: World RX de Bélgica 2016    | World RX de Bélgica                                 | Siguiente prueba: World RX de Bélgica 2018      |

- Datos: Q29953061
- Multimedia: 2017 World RX of Belgium / Q29953061